# 天经地义
《天经地义》是姚晓峰执导的电视剧，2007年出品，共25集，该作品主要讲的是一对儿夫妇通过自己的努力去还债的故事。该作根据真实事件改编。

## 剧情简介
一对夫妇中的妻子迷上了炒股，于是发动别人一起去炒股，结婚最后导致其被骗，并且她在被骗之前还借了很多钱，所以最后这对儿夫妇靠自己努力将钱还给了债主们。

## 演员表
- 杨昆 饰 罗金娣[5]
- 张秋歌 饰 李大志[6]
- 王正军 饰 郭春阳
- 李京泽 饰 李小志
- 牛犇 饰 叶主任
- 祝希娟 饰 叶师母
- 吴云芳 饰 罗母
- 李明珠 饰 李母
- 巩峥 饰 罗冬
- 孙茜 饰 小芬
- 冯辉 饰 邬明
- 孙清 饰 郝冬梅
- 桂慜 饰 晓晓
- 洪学圣 饰 小张
- 刘昌伟 饰 毛福田
- 蒋林珊 饰 平美丽
- 唐静 饰 黄雅菇
- 谢升皓 饰 郑耀生
- 李宗华 饰 历法官
- 姚懿纯 饰 娟娟
- 倪增兆 饰 王老板
- 马晓峰 饰 唐经理
- 张立秋 饰 好婆
- 叶萌 饰 阿婆
- 唐瑛 饰 王阿姨
- 张国庆 饰 老烟枪

## 职员表
- 出品人：高建民
- 制作人：贾晓晨、王丹弋（执行）
- 监制：魏平
- 美术设计：沈立德[7]

## 音乐原声
- 主题曲
  - 曲名：从头再来
  - 演唱：刘欢
  - 作词：陈涛
  - 作曲：王晓峰[8]

## 外部連結
- 豆瓣电影上《天经地义》的資料 （简体中文）